# Wilfried Hanke
Ferdinand Wilfried Hanke (* 23. September 1901 in Levín; † 21. April 1989 in Schneverdingen) war ein österreichischer Violinist und Hochschullehrer.

## Leben
Wilfried Hanke stammte aus dem böhmischen Levin im damaligen Österreich-Ungarn.
Er trat 1927 in das Berliner Philharmonische Orchester unter dem Chefdirigenten Wilhelm Furtwängler ein. 1932/33 war er dort aktives Mitglied, zuletzt als zweiter Konzertmeister. Außerdem gehörte er 1931 dem Bayreuther Festspielorchester an, das seinerzeit von Furtwängler geleitet wurde. Am 1. Januar 1934 wurde Hanke erster Konzertmeister am Hamburger Staatstheater. 1934 fusionierte das Philharmonische Orchester und das Stadttheaterorchester zum Philharmonischen Staatsorchester, wo er ebenfalls Konzertmeister war. Er erlebte die Chefdirigenten Eugen Jochum, Joseph Keilberth und Wolfgang Sawallisch.
Von 1938 bis 1943 war er in Hamburg Primarius des Hanke Quartetts. Er spielte mit Rudolf Prick (2. Violine), Fritz Lang (Bratsche) und Rudolf Metzmacher bzw. Bernhard Günther (Cellist, 1926) (Violoncello) zusammen. Gemeinsam mit Carl Seemann (Klavier) und Atis Teichmannis (Violoncello) trat er im Seemann-Trio auf. Er war als Solist u. a. an den Uraufführungen von Willy Czerniks Violinkonzert a-moll (mit der Braunschweigischen Staatskapelle) und von Rudolf von Oertzens Symphonischer Dialog für Solo-Violinen und Orchester (unter der Leitung von Wolfgang Sawallisch) beteiligt. Außerdem führte er 1941 im Hamburger Conventgarten Helmut Paulsens Sonate für Violine und Klavier (mit dem Komponisten) urauf.
Seit den 1950er Jahren war er überdies Professor für Violine an der Staatlichen Hochschule für Musik Hamburg.